# Syndicat des entreprises de sûreté aéroportuaire
Le SESA (syndicat des entreprises de sûreté aérienne et aéroportuaire) est un syndicat professionnel des entreprises de sécurité œuvrant dans le domaine de sûreté aérienne en France. Son but est la défense des entreprises du secteur de sûreté aérienne et les relations avec les organismes parties prenantes dans ce domaine (DGAC, ADP, GTA, PAF, etc.)
Le syndicat représente environ 10 000 employés pour un chiffre d'affaires de 350 M€.

## Organisation[2]
Le syndicat est composé de trois commissions :
- la commission opérationnelle
- la commission sociale
- la commission

## Les adhérents
- Brink's
- Securitas AB
- ICTS Services
- Alyzia sûreté
- ASTRIAM
- ASA Réunion
- Réunion Air Sécurité
- Antilles sûreté